# 特定放射性廃棄物の最終処分に関する法律
特定放射性廃棄物の最終処分に関する法律（とくていほうしゃせいはいきぶつのさいしゅうしょぶんにかんするほうりつ、平成12年6月7日法律第117号）は、発電に関する原子力の適正な利用に関する日本の法律である。
発電に関する原子力の適正な利用に資するため、発電用原子炉の運転に伴って生じた使用済燃料の再処理等を行った後に生ずる特定放射性廃棄物の最終処分を計画的かつ確実に実施させるために必要な措置等を講ずることにより、発電に関する原子力に係る環境の整備を図り、もって国民経済の健全な発展と国民生活の安定に寄与することを目的としている。
特定放射性廃棄物の最終処分に関する基本方針の作成と公表、精密調査地区および最終処分施設建設地の選定、最終処分の実施、原子力発電環境整備機構について規定している。

## 構成
- 第一章　総則（第一条・第二条）
- 第二章　基本方針等（第三条―第五条）
- 第三章　概要調査地区等の選定（第六条―第十条）
- 第四章　最終処分の実施等 
  - 第一節　拠出金（第十一条―第十五条）
  - 第二節　最終処分の実施（第十六条―第二十条）
  - 第三節　最終処分施設の保護（第二十一条―第三十三条）
- 第五章　原子力発電環境整備機構
  - 第一節　総則（第三十四条―第三十八条）
  - 第二節　設立（第三十九条―第四十三条）
  - 第三節　管理（第四十四条―第五十五条）
  - 第四節　業務（第五十六条―第六十二条）
  - 第五節　財務及び会計（第六十三条―第六十八条）
  - 第六節　監督（第六十九条・第七十条）
  - 第七節　雑則（第七十一条―第七十四条）
- 第六章　指定法人（第七十五条―第八十三条）
- 第七章　雑則（第八十四条―第八十六条）
- 第八章　罰則（第八十七条―第九十四条）
- 附則